# فوليكس فور (مترو باريس)
فوليكس فور (بالفرنسية: Félix Faure)‏ هي محطة مترو تابعة لمترو باريس تقع في فرنسا في الدائرة الخامسة عشرة في باريس.[بحاجة لمصدر]